# Gao Ning
Gao Ning (Hebei, 11 november 1982) is een in China geboren tafeltennisser die al zijn gehele internationale sportcarrière uitkomt voor Singapore. Hij won samen met de eveneens Chinees-Singaporese Yang Zi in 2008 het dubbelspeltoernooi van de ITTF Pro Tour Grand Finals en schreef in 2007 in het enkelspel de Azië Cup op zijn naam.
Gao Ning bereikte in april 2008 zijn hoogste positie op de ITTF-wereldranglijst, toen hij negende stond.

## Sportieve loopbaan
Ning maakte zijn debuut in het internationale (senioren)circuit in 2005, waarin hij deelnam aan vijf toernooien in het kader van de ITTF Pro Tour. Hierop behaalde hij drie jaar later zijn grootste toernooizege. Na zich voor het derde jaar op rij geplaatst te hebben voor de ITTF Pro Tour Grand Finals dubbelspel, kwam hij daarop in 2008 samen met Yang Zi voor het eerst voorbij de kwartfinale. Ning en Zi stootten ditmaal door tot in de eindstrijd. Daarin versloegen ze het Taiwanese koppel Chuang Chih-yuan en Wu Chih-chi en schreven zo de titel op hun naam.

Hoewel de grootste was het niet de eerste internationale titel die beide voormalig-Chinezen samen wonnen. Een jaar voor de Grand Finals-zege, wonnen ze met elkaar het dubbeltoernooi van de Zuidoost-Aziatische Spelen, een toernooi waarvan Ning ook de discipline enkelspel won.
In 2007 nam Ning ook deel aan zijn eerste WK. Daarop kwam hij tot de laatste zestien in het enkelspeltoernooi en tot de laatste 32 bij de dubbels. Op zijn eerste Olympische Spelen in 2008, kwam Ning tot de laatste 32 in het enkelspel.

## Erelijst
Belangrijkste resultaten:
- Winnaar Azië Cup enkelspel 2007, brons in 2008
- Winnaar Zuidoost-Aziatische Spelen 2007 enkelspel
- Winnaar Zuidoost-Aziatische Spelen 2007 dubbelspel (met Yang Zi)
- Verliezend finalist Zuidoost-Aziatische Spelen 2007 gemengd dubbel (met Sun Bei Bei)
- Winnaar Gemenebest kampioenschappen 2007 enkelspel
- Verliezend finalist Gemenebest kampioenschappen 2007 dubbelspel (met Yang Zi)
- Verliezend finalist Gemenebest kampioenschappen 2007 gemengd dubbel (met Sun Bei Bei)

ITTF Pro Tour:
Enkelspel:
- Winnaar India Open 2007

Dubbelspel:
- Winnaar ITTF Pro Tour Grand Finals 2008 (met Yang Zi), 2012, 2013 (beide met Li Hu)
- Winnaar India Open 2007 en 2009 (beide met Yang Zi)
- Winnaar Oostenrijk Open 2007 (met Yang Zi)
- Winnaar Chili Open 2008 (met Yang Zi)

- Virtual International Authority File: 8829152502866810800007